# 永徳 (俳優)
永徳（えいとく、1978年1月16日 - ）は、日本の俳優、スーツアクター、スタントマン。千葉県八千代市出身。ジャパンアクションエンタープライズ所属。
本名および旧芸名は大岩 永徳（）。趣味はゲーム。

## 略歴・人物
八千代松陰高等学校卒業。高校時代は2年生まで器械体操部に所属し、その後はキックボクシングのジムに通っていた。ジャパンアクションエンタープライズ32期生。
2002年、後楽園ゆうえんち（現・東京ドームシティアトラクションズ）スカイシアター『忍風戦隊ハリケンジャーショー』の怪人テッコツメーバ役で俳優デビュー。翌年の『爆竜戦隊アバレンジャーショー』で腰を痛めて降板するまで約1年間出演した。これと並行してテレビシリーズで先輩アクターのサポートも務め、戦闘員なども担当した。
2004年、『仮面ライダー剣』のピーコックアンデッド役および『特捜戦隊デカレンジャー』のデカブレイク役で本格的にスーツアクターとしての活動を始め、その後は主に特撮番組のスーツアクターとして活躍している。
2010年2月には、JAE所属俳優による音楽ユニット「J-MEN」に参加。1stシングル「限界Revolution」で歌手デビューを果たしている。
2012年8月23日、舞台『TIGER & BUNNY THE LIVE』のリハーサル中のトラブルで足を負傷。当初はスーツを着用するアクションシーンだけに代役を立てて素顔では足を隠して座ったまま演じていたが、精密検査の結果ドクターストップが出たため、29日からは完全に降板。以降はリハビリを行い、翌年3月下旬に復帰した。
仮面ライダーシリーズでは、『仮面ライダーディケイド』の仮面ライダーディエンド以降、2番手以降の仮面ライダーや劇場版のゲスト仮面ライダーなどのサブライダーを演じることが多い。2022年放送の『仮面ライダーリバイス』の仮面ライダージャックリバイスで初めて代役としての出演以外で1号ライダーのスーツアクターを務め、2023年放送の『仮面ライダーガッチャード』の仮面ライダーガッチャードで、初めて1つの作品を通じて主役の1号ライダーを演じる。

## エピソード
高校卒業後、具体的な将来の夢を持っていなかったが、20歳を過ぎて芝居やアクションを志望するようになり、俳優養成所を経て21歳でJAEに入門した。JAEのメンバーの中ではスタートが遅く、2年以内にヒーロー役を演じられなければJAEを辞めようと考えていた。デカブレイク役を打診された際は、技術不足を理由に一度断ったが、JAEから再び依頼され自身がヒーロー役に向いているかどうか見極めるためこれを引き受けた。デカブレイクは後輩キャラであったため、一番経験の浅い自身と背負っているものが近かったと述べている。

## 出演

### テレビドラマ
- 火災調査官・紅蓮次郎2（2003年6月7日、テレビ朝日） - 水谷伸之（松永博史）のアクション吹き替え[19]
- 異議あり!女弁護士大岡法江 第5話（2004年2月5日、テレビ朝日） - モヒカン[19] 役
- ゆくな!龍馬 第1・3・4話（2005年8月31日 - 9月21日、フジテレビ） - 追手[19] 役
- 西遊記（2006年、フジテレビ） - 手下[19] 役
- 浅見光彦シリーズ23 日光殺人事件（2006年4月7日、フジテレビ） - 浅見光彦（中村俊介）のアクション吹き替え[19]
- マチベン 第4話（2006年4月29日、NHK） - 新田昇一（岸部一徳）のアクション吹き替え[19]
- こちら新宿駆けこみ寺〜泣き笑い玄さん奮闘記〜（2006年6月30日、フジテレビ） - チンピラ[19] 役
- ハゲタカ（2007年、NHK） - 鷲津政彦（大森南朋）のアクション吹き替え[19]
- 絶対零度〜未然犯罪潜入捜査〜（フジテレビ）
  - Season3 第9話（2018年9月3日） - 犯人[1] 役
  - Season4 第1話（2020年1月6日） - アクションクルー[20]

### 特撮テレビドラマ
- 仮面ライダーシリーズ（テレビ朝日）
  - 仮面ライダー龍騎（2002年 - 2003年）[19] - 怪人[11]（シアゴースト[21]） 役
  - 仮面ライダー555（2003年 - 2004年）
  - 仮面ライダー剣（2004年 - 2005年） - ピーコックアンデッド[3][11]、ドラゴンフライアンデッド[22]、アンデッド[19] 役
  - 仮面ライダー響鬼（2005年 - 2006年） - 怪童子[19][8][3]、仮面ライダー斬鬼（後期）[19][3]、仮面ライダー響鬼（代役）[22] 役
  - 仮面ライダーカブト（2006年 - 2007年） - 仮面ライダーキックホッパー[19][3][23]、ワーム[22] 役
  - 仮面ライダー電王（2007年 - 2008年） - ウラタロス[19][3][24]、仮面ライダーゼロノス（代役）[3] 役
  - 仮面ライダーキバ（2008年 - 2009年） - ドッガ[25]、仮面ライダーサガ[25][3] / 仮面ライダーダークキバ（登太牙変身時）[19]、ファンガイア[19]、仮面ライダーキバ（代役）[3]、スパイダーファンガイア[22] 役
  - 仮面ライダーディケイド（2009年） - 仮面ライダーディエンド[19][26][7][3]、仮面ライダーアビス[27]、仮面ライダーファイズ（電光スーツ）[28]、仮面ライダーG3-X（海東装着時）[28]、仮面ライダー電王 ロッドフォーム[29]、仮面ライダーキバ[30]、仮面ライダーブレイド[30]、仮面ライダー斬鬼[31]、海東大樹（吹き替え）[30] 役ほか
  - 仮面ライダーW（2009年 - 2010年） - 仮面ライダーアクセル[19][26][7][3] 役
  - 仮面ライダーオーズ/OOO（2010年 - 2011年） - 仮面ライダーバース[32][3]、仮面ライダーバース・プロトタイプ[33]、アンク（腕）[26][3] 役
  - 仮面ライダーフォーゼ（2011年 - 2012年） - 仮面ライダーメテオ[3][34]、キャンサー・ゾディアーツ（代役）[35] 役
  - 仮面ライダーウィザード（2012年 - 2013年） - 白い魔法使い（代役）[36] 役
  - 仮面ライダー鎧武/ガイム（2013年 - 2014年） - 仮面ライダーバロン[37][15][3] / ロード・バロン[15]、仮面ライダーナックル[38]、ハカイダー（第30話）[39] 役
  - 仮面ライダードライブ（2014年 - 2015年） - 仮面ライダードライブ（最終話）[40] 役
  - 仮面ライダーゴースト（2015年 - 2016年） - 仮面ライダーネクロム[41]、プラネット眼魔[42]、刀眼魔（第13話）[42]、英雄ゴースト[42][注釈 1]、眼魔スペリオル（ジャベル）[42]、眼魔スペリオル・パーフェクト[42]、槍眼魔[42]、電気眼魔[42]、ウルガの声 役
  - 仮面ライダーエグゼイド（2016年 - 2017年） - 仮面ライダースナイプ（レベル2[43] / レベル3[44]）、仮面ライダークロノス（大我）[45]、ゲムデウス[45] 役
  - 仮面ライダービルド（2017年 - 2018年） - 仮面ライダークローズ[46] / 仮面ライダークローズチャージ[47] / 仮面ライダークローズマグマ[48] 役
  - 仮面ライダージオウ（2018年 - 2019年） - 仮面ライダークローズ[48]、アナザーフォーゼ[49]、アナザーファイズ[49]、アナザーウィザード[49]、アナザーオーズ[50]、仮面ライダーウォズ[51]、ウラタロス[49]、デネブ[52]、仮面ライダーディエンド（EP48）[53] 役
  - 仮面ライダーゼロワン（2019年 - 2020年） - 仮面ライダー迅[54]、仮面ライダーサウザー[55] 、永福（第33話）[56]、仮面ライダーアークゼロ[57]、迅（吹き替え / 41）[58] 役
  - 仮面ライダーセイバー（2020年 - 2021年） - 仮面ライダーブレイズ[59]、仮面ライダーバイス（増刊号）[60][61] 役
  - 仮面ライダーリバイス（2021年 - 2022年） - バイス / 仮面ライダーバイス[62][61] / 仮面ライダージャックリバイス（バイス変身時）[63]、ウィークエンド構成員 役
  - 仮面ライダーギーツ（2022年 - 2023年） - 仮面ライダータイクーン[64][4]、永山一徳（第33話）[65][注釈 2] 役
  - 仮面ライダーガッチャード（2023年 - 2024年） - 仮面ライダーガッチャード[18][5]
  - 仮面ライダーガヴ（2024年 - 2025年） - ラーゲ9（怪人態）[66][67] / 仮面ライダーヴラム[66][67]
  - 仮面ライダーゼッツ（2025年 - ） - ゼロ[68]
- スーパー戦隊シリーズ（テレビ朝日）
  - 忍風戦隊ハリケンジャー（2002年 - 2003年）[19]
  - 爆竜戦隊アバレンジャー（2003年 - 2004年）[19] - バーミア兵[11] 役
  - 特捜戦隊デカレンジャー（2004年 - 2005年） - デカブレイク[19][8][3][69] 役
  - 轟轟戦隊ボウケンジャー（2006年 - 2006年）
  - 獣拳戦隊ゲキレンジャー（2007年 - 2008年）
  - 炎神戦隊ゴーオンジャー（2008年 - 2009年） - 蛮機獣[19] 役
  - 侍戦隊シンケンジャー（2009年 - 2010年）
  - 海賊戦隊ゴーカイジャー（2011年 - 2012年） - デカブレイク[70] 役
  - 獣電戦隊キョウリュウジャー（2013年 - 2014年） - キョウリュウグレー[71] 役
  - 快盗戦隊ルパンレンジャーVS警察戦隊パトレンジャー（2018年 - 2019年）
  - 機界戦隊ゼンカイジャー（2021年）
  - 爆上戦隊ブンブンジャー（2024年） - 泥棒 役（バクアゲ40）[72]

#### テレビスペシャル
- 仮面ライダーG（2009年1月31日、テレビ朝日） - テラスから落ちる人[19] 役
- 烈車戦隊トッキュウジャーVS仮面ライダー鎧武 春休み合体スペシャル（2014年3月30日、テレビ朝日）
- 手裏剣戦隊ニンニンジャーVS仮面ライダードライブ 春休み合体1時間スペシャル（2015年3月29日、テレビ朝日）

### 映画
- バトル・ロワイアルII 鎮魂歌（2003年7月5日公開、東映） - 兵士[19] 役
- ROCKERS（2003年9月27日公開、ギャガ・コミュニケーションズ） - 暴走族[19] 役
- CASSHERN（2004年4月24日公開、松竹）[19]
- ゴジラ FINAL WARS（2004年12月24日公開、東宝） - 李翔大佐（高杉亘）のアクション吹き替え[19]
- 龍が如く 劇場版（2007年3月3日公開、東映） - 錦山の部下[19] 役
- The焼肉ムービー プルコギ（2007年5月5日公開、ファントム・フィルム） - ハラダの手下[19] 役
- 特命係長 只野仁 最後の劇場版（2008年12月6日公開、松竹） - 三枝（インディ高橋）のアクション吹き替え[19]
- エイトレンジャー2（2014年7月26日公開、東宝）
- スーパー戦隊シリーズ（東映）
  - 特捜戦隊デカレンジャー THE MOVIE フルブラスト・アクション（2004年9月11日公開） - デカブレイク[19] 役
  - 電影版 獣拳戦隊ゲキレンジャー ネイネイ!ホウホウ!香港大決戦（2007年8月4日公開）
  - 劇場版 炎神戦隊ゴーオンジャーVSゲキレンジャー（2009年1月24日公開）
  - ゴーカイジャー ゴセイジャー スーパー戦隊199ヒーロー大決戦（2011年6月21日公開）
  - 海賊戦隊ゴーカイジャー THE MOVIE 空飛ぶ幽霊船（2011年8月6日公開）
  - 獣電戦隊キョウリュウジャーVSゴーバスターズ 恐竜大決戦! さらば永遠の友よ（2014年1月18日公開）
  - 手裏剣戦隊ニンニンジャーVSトッキュウジャー THE MOVIE 忍者・イン・ワンダーランド（2016年1月23日公開）
  - 劇場版 動物戦隊ジュウオウジャーVSニンニンジャー 未来からのメッセージ from スーパー戦隊（2017年1月14日公開）
  - 騎士竜戦隊リュウソウジャー THE MOVIE タイムスリップ!恐竜パニック!!（2019年7月26日公開）[73]
  - 機界戦隊ゼンカイジャー THE MOVIE 赤い戦い! オール戦隊大集会!!（2021年2月20日公開）[74]
  - ナンバーワン戦隊ゴジュウジャー 復活のテガソード（2025年）
- 仮面ライダーシリーズ（東映）
  - 劇場版 仮面ライダー剣 MISSING ACE（2004年）[75] ※ノンクレジット
  - 劇場版 仮面ライダー響鬼と7人の戦鬼（2005年9月3日公開） - 怪童子[19]、仮面ライダー響鬼（代役）[3] 役ほか
  - 劇場版 仮面ライダーカブト GOD SPEED LOVE（2006年8月5日公開） - 仮面ライダーヘラクス[19][3] 役
  - 劇場版 仮面ライダー電王 俺、誕生!（2007年8月4日公開） - ウラタロス / 仮面ライダー電王 ロッドフォーム[19] 役
  - 劇場版 仮面ライダー電王&キバ クライマックス刑事（2008年4月12日公開） - ウラタロス[19]、仮面ライダー電王 クライマックスフォーム[76]、仮面ライダーキバ（代役）[3][注釈 3] 役ほか
  - 劇場版 仮面ライダーキバ 魔界城の王（2008年8月9日公開） - 仮面ライダーレイ[19][25][3]、刑務官[77] 役
  - 劇場版 さらば仮面ライダー電王 ファイナル・カウントダウン（2008年10月4日公開） - ウラタロス[19] 役ほか
  - 劇場版 超・仮面ライダー電王&ディケイド NEOジェネレーションズ 鬼ヶ島の戦艦（2009年5月1日公開） - ウラタロス[19]、仮面ライダーディエンド[19]、仮面ライダーG3[19] 役
  - 劇場版 仮面ライダーディケイド オールライダー対大ショッカー（2009年8月8日公開） - 仮面ライダーディエンド[19]、仮面ライダーキバ[19] 役ほか
  - 仮面ライダー×仮面ライダー W&ディケイド MOVIE大戦2010（2009年12月12日公開） - 仮面ライダースカル[19][3]、仮面ライダーディエンド[19] 役
  - 仮面ライダー×仮面ライダー×仮面ライダー THE MOVIE 超・電王トリロジー
    - EPISODE RED ゼロのスタートウィンクル（2010年5月22日公開） - ウラタロス[78] 役
    - EPISODE BLUE 派遣イマジンはNEWトラル（2010年6月5日公開） - ウラタロス 役
    - EPISODE YELLOW お宝DEエンド・パイレーツ（2010年6月19日公開） - 仮面ライダーディエンド[79]、ウラタロス 役

  - 仮面ライダーW FOREVER AtoZ/運命のガイアメモリ（2010年8月6日公開） - 仮面ライダーアクセル[80]、仮面ライダースカル[80] 役
  - 仮面ライダー×仮面ライダー オーズ&ダブル feat.スカル MOVIE大戦CORE（2010年12月18日公開） - 仮面ライダースカル[81][3]、仮面ライダーアクセル[81]、仮面ライダーバース[81] 役
  - オーズ・電王・オールライダー レッツゴー仮面ライダー（2011年4月1日公開） - 仮面ライダーバース、ウラタロス 役[82]
  - 劇場版 仮面ライダーオーズ WONDERFUL 将軍と21のコアメダル（2011年8月6日公開） - 仮面ライダーバース 役[83]
  - 仮面ライダー×仮面ライダー フォーゼ&オーズ MOVIE大戦MEGA MAX（2011年12月10日公開） - 仮面ライダーバース、仮面ライダーアクア[3]、仮面ライダーメテオ[84][85]、仮面ライダーオーズ[86] 役、アクションコーディネーター補
  - 仮面ライダーフォーゼ THE MOVIE みんなで宇宙キターッ!（2012年8月4日公開） - 仮面ライダーメテオ 役[87]、アクションコーディネーター補
  - 劇場版 仮面ライダーウィザード in Magic Land（2013年8月3日公開） - 仮面ライダーソーサラー 役[88][89][3]
  - 仮面ライダー×仮面ライダー 鎧武&ウィザード 天下分け目の戦国MOVIE大合戦（2013年12月14日公開） - 仮面ライダーバロン 役[90]
  - 劇場版 仮面ライダー鎧武 サッカー大決戦!黄金の果実争奪杯!（2014年7月19日公開） - 仮面ライダーバロン[1] 役
  - 仮面ライダー×仮面ライダー ドライブ&鎧武 MOVIE大戦フルスロットル（2014年12月13日公開） - 仮面ライダー鎧武、仮面ライダーバロン 役[90]
  - 仮面ライダー×仮面ライダー ゴースト&ドライブ 超MOVIE大戦ジェネシス（2015年12月12日公開） - 仮面ライダードライブ[1] 役
  - 仮面ライダー1号（2016年3月26日公開） - ウルガ[42]、やくざ風の男 役
  - 劇場版 仮面ライダーゴースト 100の眼魂とゴースト運命の瞬間（2016年8月6日公開）
  - 仮面ライダー平成ジェネレーションズ Dr.パックマン対エグゼイド&ゴーストwithレジェンドライダー（2016年12月10日公開） - 仮面ライダースナイプ[42]、仮面ライダースペクター[42][注釈 4]、仮面ライダーゴースト テンカトウイツ魂[91] 役
  - 劇場版 仮面ライダーエグゼイド トゥルー・エンディング（2017年8月5日公開）
  - 仮面ライダー平成ジェネレーションズ FINAL ビルド&エグゼイドwithレジェンドライダー（2017年12月9日公開） - 仮面ライダークローズ[92] 役
  - 劇場版 仮面ライダービルド Be The One（2018年8月4日公開） - 仮面ライダークローズ[93] 役
  - 平成仮面ライダー20作記念 仮面ライダー平成ジェネレーションズ FOREVER（2018年12月22日公開） - 仮面ライダークローズ[94]、仮面ライダー電王[95] 役
  - 劇場版 仮面ライダージオウ Over Quartzer（2019年7月26日公開）[73]
  - 仮面ライダー 令和 ザ・ファースト・ジェネレーション（2019年12月21日公開） - アナザーゼロワン[96]、仮面ライダー迅[97]、仮面ライダーウォズ[98] 役
  - 仮面ライダー電王 プリティ電王とうじょう!（2020年8月14日公開） - ウラタロス[99] 役
  - 劇場版 仮面ライダーゼロワン REAL×TIME（2020年12月18日公開）[100] - 仮面ライダー迅[101] 役
  - 劇場短編 仮面ライダーセイバー 不死鳥の剣士と破滅の本（2020年12月18日公開） - 仮面ライダーブレイズ[102]、仮面ライダーファルシオン[102] 役
  - 劇場版 仮面ライダーリバイス（2021年7月22日公開） - 仮面ライダーバイス[60][61] 役
  - 仮面ライダー ビヨンド・ジェネレーションズ（2021年12月17日公開） -  バイス[103] / 仮面ライダーバイス[104] 役
  - 劇場版 仮面ライダーリバイス バトルファミリア（2022年） - バイス[105] 役
  - 仮面ライダーギーツ×リバイス MOVIEバトルロワイヤル（2022年） - バイス / 仮面ライダーバイス[106][107]、仮面ライダータイクーン[108] 役
  - 映画 仮面ライダーギーツ 4人のエースと黒狐（2023年） - 仮面ライダーガッチャード 役[109][5]
  - 仮面ライダー THE WINTER MOVIE ガッチャード&ギーツ 最強ケミー★ガッチャ大作戦（2023年） - 仮面ライダーガッチャード[110]
  - 仮面ライダーガッチャード ザ・フューチャー・デイブレイク（2024年） - 仮面ライダーガッチャード[111]
  - 仮面ライダーガヴ お菓子の家の侵略者（2025年） - 仮面ライダーヴラム[112] 役
- スーパーヒーロー大戦シリーズ（東映）
  - 仮面ライダー×スーパー戦隊 スーパーヒーロー大戦（2012年4月21日公開） - 仮面ライダーメテオ、仮面ライダーバース、ウラタロス[113]、アポロガイスト[114] 役
  - 平成ライダー対昭和ライダー 仮面ライダー大戦 feat.スーパー戦隊（2014年3月29日公開） - 仮面ライダーバロン[90] 役
  - スーパーヒーロー大戦GP 仮面ライダー3号（2015年3月21日公開） - 仮面ライダー3号[115] 役
  - 仮面ライダー×スーパー戦隊 超スーパーヒーロー大戦（2017年3月25日公開）
- セイバー+ゼンカイジャー スーパーヒーロー戦記（2021年7月22日公開） - 仮面ライダーブレイズ[116]、ウラタロス[116]、バイス / 仮面ライダーバイス[117][61] 役

### CM
- カシオ Gショック「パラゴン」（2002年） - サラリーマン[19] 役
- 武田薬品工業「アリナミンEX」（2003年） - 東山紀之のアクション吹き替え[19]
- au 携帯電話（2003年） - 竹野内豊のアクション吹き替え[19]
- ケーズデンキ「店長王選手権」（2003年） - 男[19] 役
- 資生堂「ピエヌ 2003秋季」（2003年） - 男[19] 役
- サントリー「ゲータレード」（2004年） - アクション指導[19]
- オリコカード「怪獣篇」[118]（2005年） - 隊員、ヒーロー[19][7] 役
- 幕張プロジェクト マンションCM（2006年） - 記者[19] 役
- 江崎グリコ「メンズポッキー はじけてチャレンジ！メンズバイト編」（2007年） - ヒーロー[19] 役

### バラエティ
- 新ウンナンの気分は上々。 出川哲朗監督ムービー「くも男」（2002年、TBS） - チンピラ[19] 役
- 危機一髪!SOS（2003年、フジテレビ） - 柔道部員[19] 役
- 忍たまがやってくる 〜静岡の段〜（2004年、NHK教育テレビジョンNHK Eテレ）
- メントレG（2006年、フジテレビ） - 唐沢寿明吹き替え[19]
- ものまねバトル47 オールスター新ネタ春祭りスペシャル（2008年、日本テレビ） - SP[19] 役
- 1億人の大質問!?笑ってコラえて! スタントマンの金の卵（2009年、日本テレビ）
- なのに調査団（2013年、テレビ朝日）
- 女の体当たりサーチ番組 なぜ?そこ?（2015年、テレビ朝日）
- 日曜もアメトーーク!（テレビ朝日) 
  - 仮面ライダー芸人・第2弾（2016年11月27日）
  - 仮面ライダー芸人・第3弾（2017年11月26日）

### Vシネマ
- スーパー戦隊シリーズ
  - 特捜戦隊デカレンジャーVSアバレンジャー（2005年）
  - 魔法戦隊マジレンジャーVSデカレンジャー（2006年）
  - 轟轟戦隊ボウケンジャーVSスーパー戦隊（2007年）
  - 獣拳戦隊ゲキレンジャーVSボウケンジャー（2008年）
  - 帰ってきた獣電戦隊キョウリュウジャー 100 YEARS AFTER（2014年）
  - 帰ってきた動物戦隊ジュウオウジャー お命頂戴!地球王者決定戦（2017年）
- 仮面ライダーシリーズ
  - 仮面ライダーW RETURNS（2011年）
    - 仮面ライダーアクセル - 仮面ライダーアクセル[1] 役
    - 仮面ライダーエターナル

  - 鎧武外伝（2015年）
    - 仮面ライダー斬月/仮面ライダーバロン - 仮面ライダーバロン[119] 役
    - 仮面ライダーデューク/仮面ライダーナックル - 仮面ライダーブラックバロン[120] 役

  - ドライブサーガ（2016年）
    - 仮面ライダーチェイサー - 仮面ライダーアクセル[121] 役
    - 仮面ライダーマッハ/仮面ライダーハート

  - ゴースト RE:BIRTH 仮面ライダースペクター（2017年） - 仮面ライダーネクロム 友情バースト魂 役
  - 仮面ライダーエグゼイド トリロジー アナザー・エンディング（2018年）
    - Part.I 仮面ライダーブレイブ&仮面ライダースナイプ - 仮面ライダースナイプ[122]、仮面ライダークロノス（花家大我）[123] 役
    - Part.III 仮面ライダーゲンムVS仮面ライダーレーザー

  - ビルド NEW WORLD（2019年）
    - 仮面ライダークローズ - 仮面ライダークローズ[124] 役
    - 仮面ライダーグリス

  - 仮面ライダージオウ NEXT TIME ゲイツ、マジェスティ（2020年） - 仮面ライダーウォズ[125]、仮面ライダーアクセル[125]、仮面ライダーバース[126] 役
  - ゼロワン Others 仮面ライダー滅亡迅雷（2021年）[127]
  - リバイスForward 仮面ライダーライブ&エビル&デモンズ（2023年） - 仮面ライダーライブ[128]
  - 仮面ライダーガッチャード GRADUATIONS（2025年） - 仮面ライダーガッチャード[129]、神父[129] 役

### オリジナルビデオ
- 特捜戦隊デカレンジャー スーパービデオ 超必殺わざ勝負!デカレッドVSデカブレイク（2004年） - デカブレイク 役
- 仮面ライダーシリーズ
  - 仮面ライダー剣 超バトルDVD「仮面ライダー剣（ブレイド）VSブレイド」（2004年）
  - 仮面ライダー響鬼 超（ハイパー）バトルDVD 明日夢変身! キミも鬼になれる!!（2005年）
  - 仮面ライダーカブト 超バトルDVD 誕生!ガタックハイパーフォーム!!（2006年）
  - 仮面ライダー電王 超バトルDVD 〜うたって、おどって、大とっくん!!〜（2007年） - ウラタロス 役
  - 仮面ライダーキバ アドベンチャーバトルDVD 〜キミもキバになろう〜（2008年）
  - 仮面ライダーディケイド 超アドベンチャーDVD 守れ!〈てれびくんの世界〉（2009年）
  - 仮面ライダーW 超バトルDVD 丼のα/さらば愛しのレシピよ（2010年）
  - 仮面ライダーオーズ 超バトルDVD クイズとダンスとタカガルバ（2011年）
  - 仮面ライダーフォーゼ 超バトルDVD 友情のロケットドリルステイツ（2012年） - 仮面ライダーアマゾン[130] 役
  - てれびくん超バトルDVD 仮面ライダー鎧武 フレッシュオレンジアームズ誕生! 〜君もつかめ!フレッシュの力〜（2014年）
  - 仮面ライダードライブ シークレット・ミッション type HIGH-SPEED! ホンモノの力! タイプハイスピード誕生!（2015年） - にせドライブ 役[131]
  - てれびくん超バトルDVD 仮面ライダードライブ シークレット・ミッション type LUPIN 〜ルパン、最後の挑戦状〜（2015年）
  - 仮面ライダーゴースト 一休眼魂争奪!とんち勝負（バトル）!!（2015年）
  - てれびくん超バトルDVD 仮面ライダーゴースト 一休入魂!めざめよ!オレのとんち力!!（2016年）
  - 仮面ライダーゴースト 伝説!ライダーの魂! 1号&平成編（2016年）
  - てれびくん超バトルDVD 仮面ライダーゴースト 真相！英雄眼魂のひみつ！（2016年）
  - 仮面ライダーエグゼイド [裏技]仮面ライダースナイプ エピソードZERO（2017年）
  - てれびくん超バトルDVD 仮面ライダーエグゼイド [裏技]仮面ライダーレーザー（2017年）
  - てれびくん超バトルDVD 仮面ライダーエグゼイド [裏技]仮面ライダーパラドクス（2017年）
  - てれびくん超バトルDVD 仮面ライダービルド 誕生！クマテレビ!! VS仮面ライダーグリス（2018年）
  - てれびくん超バトルDVD 仮面ライダービビビのビビルゲイツ（2019年）
  - てれびくん超バトルDVD 仮面ライダーゼロワン『カンガルーからナニが飛び出す？ソンナの自分でカンガルー！はい、或人じゃないと！！』（2020年）
  - てれびくん超バトルDVD 仮面ライダーリバイス コアラVSカンガルー!!結婚式のチューしんで愛をさけぶ!?（2022年）
  - DEAR GAGA（2022年）
  - てれびくん超バトルDVD 仮面ライダーリバイス 2号ライダーはじめました〜♪（2022年）
- 超忍者隊イナズマ!（2006年6月21日、東映ビデオ） - 雷電[19] 役

### ネットムービー
- ネット版 仮面ライダー裏キバ 魔界城の女王（2008年）
- ネット版 仮面ライダーディケイド オールライダー超スピンオフ（2009年） - 仮面ライダーキバ、仮面ライダーサガ、本人 役ほか
- ネット版 仮面ライダーW FOREVER AtoZで爆笑26連発（2010年）
- ネット版 オーズ・電王・オールライダー レッツゴー仮面ライダー 〜ガチで探せ！君だけのライダー48〜（2011年）
- ネット版 仮面ライダーオーズ ALLSTARS 21の主役とコアメダル（2011年） - 仮面ライダーバース 役
- ネット版 仮面ライダー×スーパー戦隊 スーパーヒーロー大変 〜犯人はダレだ?!〜（2012年） - 本人、仮面ライダーメテオ、ウラタロス 役
- ネット版 仮面ライダーフォーゼ みんなで授業キターッ!（2012年） - 本人 役
- ネット版 仮面ライダーウィザード イン マジか!?ランド（2013年）
- dビデオスペシャル 仮面ライダー4号（2015年） - 仮面ライダー4号[132] 役
- 仮面ライダーゴースト 伝説!ライダーの魂!（2016年）
- 仮面ライダーエグゼイド [裏技]ヴァーチャルオペレーションズ（2016年）
- 仮面ライダーエグゼイド［裏技］仮面ライダーゲンム（2017年） - 仮面ライダー響鬼[133] 役
- 仮面戦隊ゴライダー（2017年）
- 仮面ライダージオウ スピンオフ RIDER TIME（2019年）
  - 仮面ライダージオウ スピンオフ PART1『RIDER TIME 仮面ライダーシノビ』
  - 仮面ライダージオウ スピンオフ PART2『RIDER TIME 仮面ライダー龍騎』
- 仮面ライダーセイバー スピンオフ 剣士列伝（2020年）
- 仮面ライダーゲンムズ ―ザ・プレジデンツ―（2021年）
- 仮面ライダーセイバー×ゴースト（2021年）
- 仮面ライダースペクター×ブレイズ（2021年） - 仮面ライダーブレイズ[134]、カノンをナンパしようとする男[135] 役
- 仮面ライダーリバイス The Mystery（2022年） - バイス[136] 役
- 仮面ライダーアウトサイダーズ（2022年） - 仮面ライダーディエンド[137] 役
- ギーツエクストラ 仮面ライダータイクーンmeets仮面ライダーシノビ（2023年）
- グッドモーニング、眠れる獅子2（2023年）[138]
- 仮面ライダーガッチャードVS仮面ライダーレジェンド（2023年） - 仮面ライダーガッチャード[139]
- 仮面ライダー 令和のゴージャス運動会（2024年） - 仮面ライダーガッチャード、仮面ライダークウガ 役

### Webアニメ
- ゆだって最高！リバイスアニメ 湯けむりパラダイス A GO!GO!（2022年6月26日、東映特撮ファンクラブ） - 本人（第2話） 役

### 舞台
- JAEプロデュース公演 KAMIKAZE（2001年、東京グローブ座）[19]
- 忍風戦隊ハリケンジャーショー（2002年 - 2003年、後楽園ゆうえんちスカイシアター） - テッコツメーバ[19]、兵隊[19] 役
- 爆竜戦隊アバレンジャーショー（2003年、東京ドームシティスカイシアター） - アバレブラック[19] 役
- JAE Presents「白鎧亜 -HAKUGAIA-」（2010年、品川プリンスステラボール） - ゲスト[1]（日替わり出演「天と地」および、トーク）
- TIGER & BUNNY THE LIVE（2012年、Zepp Diver City(TOKYO)） - キース・グッドマン[1] 役
- 劇団ヘロヘロQカムパニー 第28回公演「リザードマン 〜Bitter Pain Dolls〜」（2013年、全労済ホール/スペース・ゼロ）
- 劇団ヘロヘロQカムパニー 第36回公演「無限の住人 完結編」（2018年、全労済ホール/スペース・ゼロ） - 怖畔 役

### PV
- BUMP OF CHICKEN「sailing day」（2003年、第一興商レーザーカラオケ） - 拳法師範 役[19]
- モーニング娘。「AS FOR ONE DAY」（2003年、第一興商レーザーカラオケ） - 彼氏 役[19]
- J-MEN「限界Revolution」[140]（2010年）

### ゲーム
- アクションドライブ（2004年、ナムコ）[19]
- PS2用ソフト 仮面ライダー クライマックスヒーローズ（2009年8月6日発売、バンダイナムコゲームス） - モーションキャプチャー[19]

### イベント
- MASKED RIDER LIVE&SHOW 〜十年祭〜（2009年、国際フォーラム） - ゲスト[19]
- JAEスペシャルイベント 俺たち参上!!（2009年、東京ドームシティ シアターGロッソ） - メインキャスト[19]
- JAEスペシャルイベント 俺たち参上!! VS ?!!（2010年、渋谷C.C.Lemonホール）[141] - メインキャスト[1]
- メガホビEXPO「等身大ポスター発売記念:トークLIVE」（2010年、秋葉原UDX） - メインゲスト[1]
- 第三回聖地!大泉まつり「トークショー」（2010年、東映撮影所） - メインゲスト[1]
- JAE NAKED LIVE「がんばろう 日本!」（2011年）[142]
- JAE SEED HORROR SHOW in Puroland（2011年）[143]
- JAE "春"プレミアムイベント 〜Jump Up!〜（2016年）

### 雑誌
- FYTTE 3月号（2003年、学研） - ヒーローアクション先生[19]
- 日経トレンディ（2003年） - エクササイズモデル 役[19]

### アニメーション
- イマジンあにめ3（2010年） - 本人、ウラタロス（第33話） 役